# Dorota Biskupska-Neidowska
Dorota Katarzyna Biskupska-Neidowska (ur. 22 marca 1944) – polska samorządowiec i działaczka sportowa, w latach 2004–2006 członek zarządu województwa łódzkiego II kadencji.

## Życiorys
Absolwentka Akademii Wychowania Fizycznego w Warszawie oraz studiów podyplomowych na Wydziale Ekonomiczno-Socjologicznym Uniwersytetu Łódzkiego, zdała egzamin dla członków rad nadzorczych spółek Skarbu Państwa. Pracowała w Ministerstwie Oświaty oraz strukturach Polskiego Związku Gimnastycznego. Prowadziła własne gospodarstwo rolno-ogrodnicze, była też redaktor gminnego czasopisma ze Rzgowa, działaczką organizacji charytatywnej oraz zawodowym rzeczoznawcą majątkowym. W 2005 została honorowym członkiem Łódzkiej Federacji Sportu.
Wstąpiła do Sojuszu Lewicy Demokratycznej. Przez kilkanaście lat zasiadała w radzie miejskiej Rzgowa, od 1994 do 1998 delegatka do Sejmiku Samorządowego Województwa Łódzkiego i jego wiceprzewodnicząca. Z listy SLD w 1998 i 2002 wybierana do sejmiku łódzkiego, pelnila funkcję jego wiceprzewodniczącej. W 2001 kandydowała również do Sejmu. W trakcie kadencji odeszła z SLD, współtworząc Klub Aktywnych Radnych. 21 grudnia 2004 została powołana na stanowisko członka zarządu województwa łódzkiego, odpowiedzialnego m.in. za kulturę, oświatę i sport. Zakończyła pełnienie funkcji wraz z całym zarządem 28 listopada 2006. W tym samym roku bez powodzenia ubiegała się o reelekcję z listy Polskiego Stronnictwa Ludowego.
Zamężna z Wiesławem, ma dwoje dzieci.

## Odznaczenia
W 2002 odznaczona Srebrnym Krzyżem Zasługi za zasługi w upowszechnianiu kultury.